# Filterball
Mit Filterbällen wird der Sand in Sandfilteranlagen ersetzt; insbesondere für Swimmingpools. Sie sind vor allem im privaten Bereich sehr beliebt, da 700 g schwere Filterbälle ca. 25 kg Filtersand entsprechen. Filterbälle bestehen zu 100 % aus Polyethylen und sind recycelbar. Sie werden oft unter dem Namen „Filterballs“ oder „Filter Balls“ vertrieben.
Es gibt aber auch in Verbindung mit einem speziellen Filterbehälter der Whirlpool Filter Kanister genannt wird, eine Anwendung für Whirlpools und Swim Spas. Hier werden Kartuschenfilter durch diese Lösung mit Filterballs ersetzt. Es werden aber nicht große Mengen an filter balls eingesetzt, sondern nur 12–14 Stück pro Filter. Durch diese technische Lösung erreicht man in Whirlpools technisch reines Wasser mit einer Trübheit von NTU 0,1-0,15.

## Anwendung
Die Filterbälle werden anstelle von Sand in Filterbehälter einer Sandfilteranlage oder in spezielle Mehrweg Filterkartuschen für Whirlpools gegeben und übernehmen so die Reinigung des Wassers.

## Vorteile
Filterbälle sind zu 100 % recycelbar. Da die Struktur von Filterballs wesentlich feiner ist als die von Filtersand, erfolgt eine genauere Reinigung des Wassers; hierbei werden Schmutzteilchen bis zu einer Größe von 1,5 μm gefiltert – zum Vergleich: Filtersand filtert nur bis ca. 40 μm.
Zusätzlich filtern Filterbälle Fette aus dem Wasser (z. B. Rückstände von Sonnencremes). Die Bälle können mit maximal 30 Grad in der Waschmaschine wieder „aufbereitet“ werden, sodass einer mehrfachen Verwendung nichts entgegensteht.